# 依巴佐辛
依巴佐辛（INN、USAN：ibazocine）是一种含氮有机化合物，分子式C20H29NO，属類阿片镇痛药，从未上市销售。